# Grotefend-Gymnasium Münden

Logo des Grotefend-Gymnasium Münden

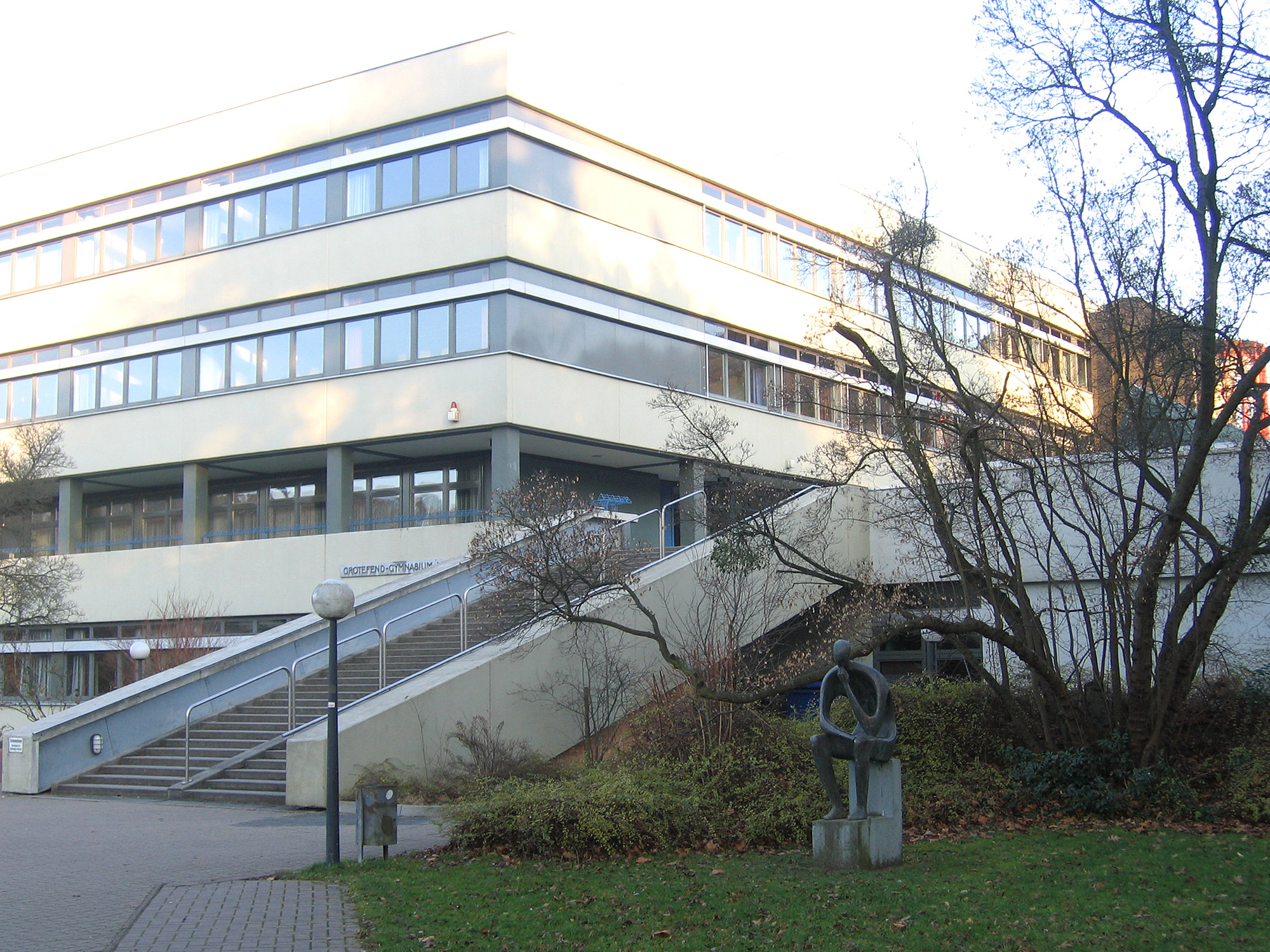
Grotefend-Gymnasium Münden
Haupteingang Mitscherlichstraße

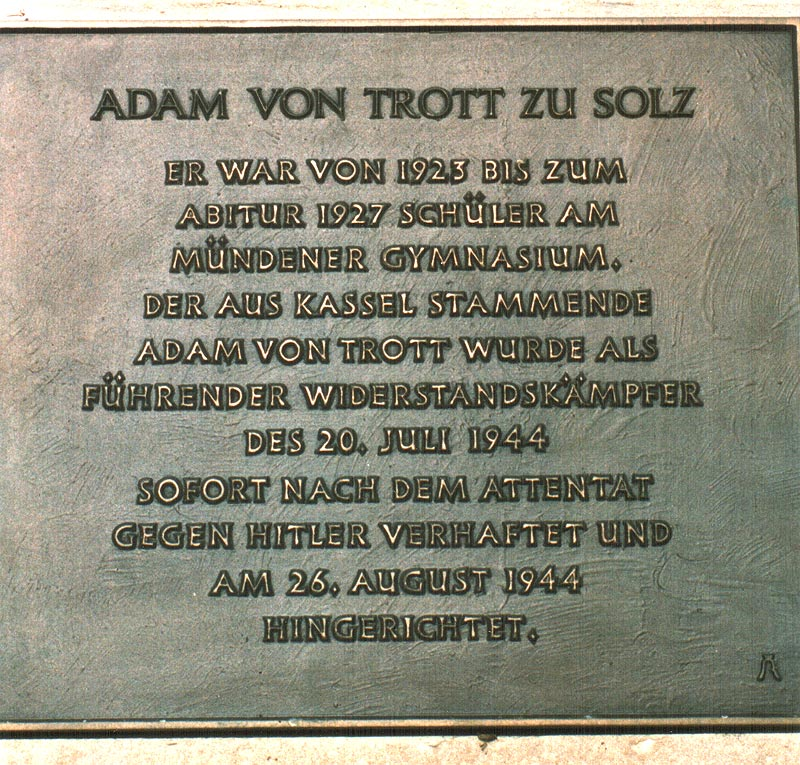
Gedenktafel für Adam von Trott zu Solz am ehemaligen Gebäude des Mündener Gymnasiums, heute Schule am Botanischen Garten, Böttcherstraße 5, Hann. Münden.

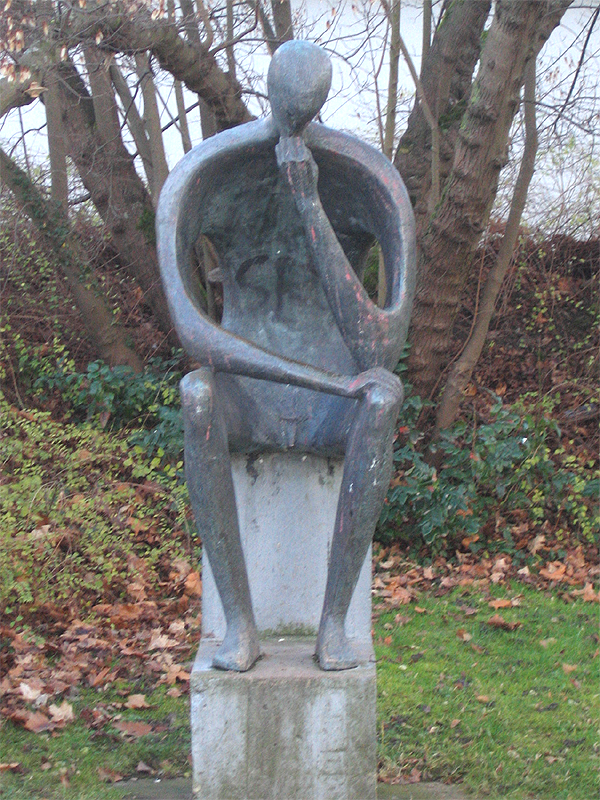
Die Skulptur „Der Denker“ beim Eingang Mitscherlichstraße stammt vom Hann. Mündener Künstler Heinz Detlef Wüpper und ist durch „Den Denker“ von Auguste Rodin inspiriert.

Das Grotefend-Gymnasium Münden (GGM) ist das einzige Gymnasium in Hann. Münden, Landkreis Göttingen, Niedersachsen und hat eine über 600-jährige Geschichte. Die Schule ist nach dem Sprachwissenschaftler und Altertumsforscher Georg Friedrich Grotefend (1775–1853) benannt und hatte im Schuljahr 2024/25 688 Schüler. Schulträger ist der Landkreis. Zum Einzugsgebiet der Schule gehören nicht nur die südlichen Gemeinden des Landkreises Göttingen (der ehemalige Landkreis Münden), sondern auch die hessischen Gemeinden Reinhardshagen und Wesertal.

## Lehrangebote
Erste Pflichtfremdsprache ist Englisch in Klasse 5, ab Klasse 6 muss als zweite Pflichtfremdsprache Französisch oder Latein gewählt werden. In Klasse 10 besteht die Möglichkeit, Latein oder Spanisch neu zu erlernen.
Ab Klasse 6 wird außerdem ein „bilingualer“ Zweig angeboten. Sprachinteressierte Schüler werden in den Jahrgangsstufen 6–10 in Sachfächern auf Englisch unterrichtet, und zwar in Erdkunde (2. Halbjahr Kl. 6, Kl. 7 u. 8), Geschichte (Kl. 9 u. 10), Biologie (Kl. 9 u. 10), ggf. Sport (Kl. 7 u. 8). Der bilinguale Unterricht wird durch ein bis zwei Zusatzstunden gestützt.
Das GGM beteiligt sich aktiv am Projekt Digitale Schulbank, eine mediendidaktische Konzeption zur Integration digitaler Medien in den alltäglichen Schulunterricht.

## Weitere Informationen
Beim ersten niedersächsischen Zentralabitur 2005/2006 hat das GGM von 193 per Abiturschnitt verglichenen Gymnasien Platz 23 belegt.
Seit dem Schuljahr 2007/2008 bietet die Schule mit Unterstützung eines erfahrenen Caterers eine Mensa.
Im Förderverein der Freunde des Gymnasiums unterstützen viele Eltern, Ehemalige und andere Freunde die Schule mit Sachmitteln, die nützlich und sinnvoll sind, die der normale Etat des Schulträgers aber nicht hergeben.

## Schulpartnerschaften
Seit Jahrzehnten sind Schulpartnerschaften ein wichtiger Bestandteil des Schullebens. Verbunden mit dem Spracherwerb ist die Intensivierung des Europagedankens.
Grundsätzlich jährlich finden Austauschfahrten nach
- Suresnes in Frankreich,
- Brockway (PA) in den USA,
- Chełmno (dt. Kulm an der Weichsel) in Polen

statt.

## Bekannte Lehrer
- Karl Brethauer (von 1951 bis mindestens 1970 OStR für Deutsch, Religion, Geschichte[3]), Germanist, Stabseinsatzführer im Einsatzstab Reichsleiter Rosenberg, Ortsheimatpfleger Hann. Münden
- Karl Jordan (1861–1959), deutsch-britischer Entomologe

## Bekannte Schüler
- Karl von Berlepsch, deutscher Schriftsteller, Lyriker und Maler legte 1906 am damaligen Gymnasium das Abitur ab.
- Dellé, deutscher Reggae-Musiker, besuchte ab 1982 das GGM.
- Georg Friedrich Grotefend (der Namensgeber), Lehrer, Sprachwissenschaftler und Altertumsforscher war selbst Schüler der Lateinschule, aus der das jetzige Grotefend-Gymnasium hervorging. Nur sein Abgangsjahr 1792 ist bekannt.
- Karl-Wilhelm Lange, ehemaliger Stadtdirektor von Hann. Münden und Regierungspräsident in Braunschweig, bestand 1954 das Abitur am Gymnasium Münden.
- Wolfgang Röttger, Mitglied im Niedersächsischen Landtag und Kommunalpolitiker der (CDU), bestand 1972 das Abitur am GGM.
- Adam von Trott zu Solz, deutscher Jurist, Diplomat und Widerstandskämpfer gegen den Nationalsozialismus (am 26. August 1944 in Berlin-Plötzensee hingerichtet) legte am 14. März 1927 am damaligen Gymnasium das Abitur ab. Trott besuchte das Mündener Gymnasium ab 1922/23, weil seine Eltern ihn auf das Alumnat des Klosters Loccum in Hann. Münden schickten.
- Eckart Voland, Professor für Biologie und Philosophie an der Justus-Liebig-Universität Gießen, bestand 1968 das Abitur am Gymnasium Münden.
- Peter-Klaus Witkowski, Generalarzt a. D., bestand 1968 das Abitur am Gymnasium Münden.

## Schüler u. Lehrer-Zahlen
- Schuljahr 2014/2015, Schüler 800, Lehrer 66[2]
- Schuljahr 2006/2007, Schüler 1157, Lehrer 85

## Geschichte
Die Geschichte des Grotefend-Gymnasiums Münden ist aus Stadtbüchern und Schularchiv-Dokumenten bis in das Jahr 1376 zurückverfolgbar. „Dass es sich bei der Mündener Schule von Anfang an um eine 'Höhere Schule' gehandelt haben muss, geht unter anderem daraus hervor, dass in den Matrikelnummern der Prager Universität (gegr. 1348)“ und weiteren Universitäten „bereits im 14. Jahrhundert etliche Mündener Schüler verzeichnet sind“. (Zitat aus „100 Jahre Abitur“ s. u.)
- Mit 1376 und 1392 sind die ersten Erwähnungen einer „Höheren Schule“ im Stadtbuch von Münden datiert.
- Für 1584/85 erlässt Herzog Julius Richtlinien für „Lateinische Schulen“ nach dem Muster der Schola Mundensis (= der Mündener Schule).
- 1792 verlässt Georg Friedrich Grotefend die „Ratsschule“ genannte Mündener Lateinschule.
- 1829 bezeichnet ein Ministerialerlass die Mündener Schule als „offiziell nicht mehr in die Klasse der Gymnasien gehörig“ und verzichtet auf die Benennung einer „Abiturienten-Prüfungs-Commission“.
- 1897 wurde dem Antrag auf Wiederausbau zum Gymnasium vom Ministerium stattgegeben.
- 1901 wurde das erste Abitur nach 1829 am damaligen Gymnasium Münden von 13 Abiturienten (Knaben) abgelegt. Unabhängig davon existierte die „Höhere Mädchenschule zu Münden“, das spätere Lyzeum „Herzogin-Elisabeth-Schule“.
- Im August 1968 wurden das Gymnasium und das Lyzeum Münden als Koedukationsgymnasium in einem neuen Schulgebäude zusammengeführt. An gleicher Stelle stand zuvor ein Laborgebäude der forstlichen Fakultät, in dem zuerst der Chemiker Alexander Mitscherlich gewirkt hatte.
- 1976 wurde das Gymnasium offiziell in Grotefend-Gymnasium Münden umbenannt.
- 1978 wurde Schulleiter Karl-Heinz Kausch wegen rechts-extremistischer Äußerungen vom Schuldienst suspendiert. Lehrer am Grotefend-Gymnasium war bis 1978 auch der Studienrat Heiner Luthardt, beschäftigt als Deutsch- und Französischlehrer. Auch gegen ihn war parallel zu Kausch von Kultusminister Werner Remmers ein Disziplinarverfahren eingeleitet worden, nachdem seine schulischen und außerschulischen Aktivitäten im rechtsradikalen Bereich bekanntgeworden waren. Luthardt war Propagandist der Auschwitz-Lüge; an Schüler und andere Jugendliche verteilte der Pädagoge unter anderem Paul Rassiniers „Was ist Wahrheit?“, eine Art neonazistischer Bibel, und andere einschlägige Schriften, in denen Tatsache oder Umfang der Judenverfolgung im Dritten Reich geleugnet wird. Während die Tätigkeit des Direktors Kausch eher philosophisch-intellektueller Art war, betätigte sich Luthardt auch in rechtsradikalen Kreisen. Er war Gründer und Förderer der Pfadfinder-Jungenschaft „Zugvogel“ und galt als solcher in Hann. Münden als Förderer der rechten Szene, dessen Verbindungen bis hin zu dem damals noch als „harmlos“ oder „verrückt“ eingestuften Rechtsanwalt Manfred Roeder und zur Wehrsportgruppe Hoffmann reichten.[4][5]
- Im August 2004 wurde das Gebäude der ehemaligen Orientierungsstufe I dem Grotefend-Gymnasium angegliedert.

| Entwicklung des Grotefend-Gymnasiums Münden | Entwicklung des Grotefend-Gymnasiums Münden          | Entwicklung des Grotefend-Gymnasiums Münden  | Entwicklung des Grotefend-Gymnasiums Münden  | Entwicklung des Grotefend-Gymnasiums Münden  | Entwicklung des Grotefend-Gymnasiums Münden  |
| Jahr                                        | Ereignis                                             | Jungen                                       | Jungen                                       | Mädchen                                      | Mädchen                                      |
|                                             |                                                      | Name                                         | Standort                                     | Name                                         | Standort                                     |
| ------------------------------------------- | ---------------------------------------------------- | -------------------------------------------- | -------------------------------------------- | -------------------------------------------- | -------------------------------------------- |
| 1376                                        | Ersterwähnung im Stadtbuch                           | Rathschule                                   | (unbekannt)                                  |                                              |                                              |
| 1392                                        | Erwähnung im Stadtbuch                               | Rathschule                                   | (unbekannt)                                  |                                              |                                              |
| 1542                                        | neuer Name                                           | Höhere Schule                                | (unbekannt)                                  |                                              |                                              |
| 1583                                        | Umzug                                                | Höhere Schule                                | Ziegelstraße                                 |                                              |                                              |
| 1584                                        | Muster für Richtlinien                               | Schola Mundensis                             | Ziegelstraße                                 |                                              |                                              |
| 1734–60                                     | hohe Absolventenzahl                                 | Ratsschule, Gymnasium, Lateinschule          | Ziegelstraße                                 |                                              |                                              |
| 1829                                        | Rückstufung (Verlust der Abitur- Prüfungskommission) | Realschule                                   | Ziegelstraße                                 | Bürgertöchterschule                          | Marktstraße                                  |
| 1853                                        | Umzug                                                | Realschule                                   | Am Plan                                      | Bürgertöchterschule                          | Marktstraße                                  |
| 1866                                        | neue Richtlinien                                     | (preußische) Höhere Bürgerschule             | Am Plan                                      | Höhere Töchterschulabteilung                 | Marktstraße                                  |
| 1879                                        | neuer Name                                           | Real-Progymnasium und Progymnasium           | Am Plan                                      | Höhere Töchterschule                         | Marktstraße                                  |
| 13.11.1897                                  | Aufwertung                                           | Gymnasium (im Aufbau)                        | Am Plan                                      | Höhere Töchterschule                         | Jahnstraße                                   |
| 1901                                        | Wiedereinführung Abitur                              | Gymnasium                                    | Am Plan                                      | Höhere Töchterschule                         | Jahnstraße                                   |
| 15.10.1901                                  | Umzug                                                | Gymnasium                                    | Böttcherstraße                               | Höhere Töchterschule                         | Jahnstraße                                   |
| 1908                                        | Umzug                                                | Gymnasium                                    | Böttcherstraße                               | Höhere Töchterschule                         | Wilhelmstraße                                |
| 1912                                        | neuer Name                                           | Gymnasium                                    | Böttcherstraße                               | Lyzeum                                       | Wilhelmstraße                                |
| 1960                                        | neuer Name                                           | Gymnasium für Jungen                         | Böttcherstraße                               | Herzogin-Elisabeth-Schule                    | Wilhelmstraße                                |
| 1968                                        | Umzug, Koedukation, neuer Name                       | Gymnasium Münden, Mitscherlichstr.           | Gymnasium Münden, Mitscherlichstr.           | Gymnasium Münden, Mitscherlichstr.           | Gymnasium Münden, Mitscherlichstr.           |
| 1976                                        | neuer Name                                           | Grotefend-Gymnasium Münden, Mitscherlichstr. | Grotefend-Gymnasium Münden, Mitscherlichstr. | Grotefend-Gymnasium Münden, Mitscherlichstr. | Grotefend-Gymnasium Münden, Mitscherlichstr. |